# Parole alate (singolo)
Parole alate è il secondo singolo da solista di Meg.
Finisce nella compilation GE-2001 nata per raccogliere fondi per finanziare la Segreteria Legale del Genoa Social Forum impegnata nei processi intentati dopo i Fatti del G8 di Genova al G8 di Genova.

## Videoclip
Il video musicale è diretto da Umberto Nicoletti. 